# Roger Ebert
Roger Joseph Ebert, conegut professionalment com a Roger Ebert (Urbana, Illinois, 18 de juny de 1942 − Chicago, Illinois, 4 d'abril de 2013) va ser un crític de cinema, periodista i guionista estatunidenc, que va treballar al Chicago Sun-Times des de 1967 fins a la seva mort. L'any 1975 es va convertir en el primer crític de cinema en guanyar un Premi Pulitzer en aquesta categoria, atorgat per la Universitat de Colúmbia, i el 2005 el primer a tenir una estrella al Passeig de la Fama de Hollywood. Estigué casat amb la productora de televisió Chaz Ebert des de 1992.
Ebert va ser el crític de cinema més popular dels Estats Units, no tan sols pels seus "polzes amunt" i "polzes avall" (que utilitzava per a valorar les pel·lícules) sinó també per les seves aparicions en diversos programes on feia crítica televisiva i cinematogràfica.
A principis de 2002 li va ser diagnosticat un càncer tiroidal i de glàndula salival i, després de diverses intervencions quirúrgiques, el 2006 es va quedar sense parla; malgrat això, es comunicava amb un sintetitzador de veu i seguia escrivint les seves ressenyes tant al seu blog com al diari.

## "Best of the year"
Des de 1967 Ebert feia una llista de les millors pel·lícules de l'any ("best of the year"); aquesta van ser la seva tria personal:
| - 1967: Bonnie and Clyde - 1968: La Battaglia di Algeri - 1969: Z - 1970: Five Easy Pieces - 1971: The Last Picture Show - 1972: The Godfather - 1973: Cries and Whispers - 1974: Scener ur ett äktenskap - 1975: Nashville - 1976: Small Change - 1977: 3 Women - 1978: Una dona separada (An Unmarried Woman) - 1979: Apocalypse Now - 1980: The Black Stallion - 1981: My Dinner with Andre - 1982: Sophie's Choice - 1983: The Right Stuff - 1984: Amadeus - 1985: The Color Purple - 1986: Platoon - 1987: House of Games - 1988: Mississippi Burning - 1989: Do the Right Thing | - 1990: Goodfellas - 1991: JFK - 1992: Malcolm X - 1993: Schindler's List - 1994: Hoop Dreams - 1995: Leaving Las Vegas - 1996: Fargo - 1997: Eve's bayou (L'estany de l'Eva) (Eve's Bayou) - 1998: Dark City - 1999: Being John Malkovich - 2000: Almost Famous - 2001: Monster's Ball - 2002: Minority Report - 2003: Monster - 2004: Million Dollar Baby - 2005: Crash - 2006: El laberinto del fauno - 2007: Juno - 2008: Synecdoche, New York - 2009: The Hurt Locker - 2010: The Social Network - 2011: Jodaeiye Nader az Simin - 2012: Argo |